# Hedysarum pavlovii
Hedysarum pavlovii är en ärtväxtart som beskrevs av M.S. Bajtenov. Hedysarum pavlovii ingår i släktet buskväpplingar, och familjen ärtväxter. Inga underarter finns listade i Catalogue of Life.